# Ziekte van Chagas
De ziekte van Chagas is een tropische vectorziekte die voorkomt bij de mens en wel voornamelijk in Zuid-Amerika. De verwekker is een protozoön genaamd Trypanosoma cruzi, die wordt overgebracht naar mensen en andere zoogdieren door de roofwants Triatoma infestans.

## Symptomen en beloop
De ziekteverwekker is verwant aan die van de Afrikaanse slaapziekte en veroorzaakt ook gelijksoortige symptomen. Acute symptomen zijn: hevige koorts, bloedarmoede (anemie), eenzijdige zwelling in het gezicht of ooglid, slaperigheid en algehele vermoeidheid, hoofdpijn en braakneigingen.
De ziekte kan in de eerste periode van een tot enkele maanden nog behandeld worden, na deze incubatietijd is de ziekte niet meer te behandelen. In Zuid-Amerika is deze ziekte een groot probleem en sterven er veel voornamelijk arme mensen aan.

## Overbrenging

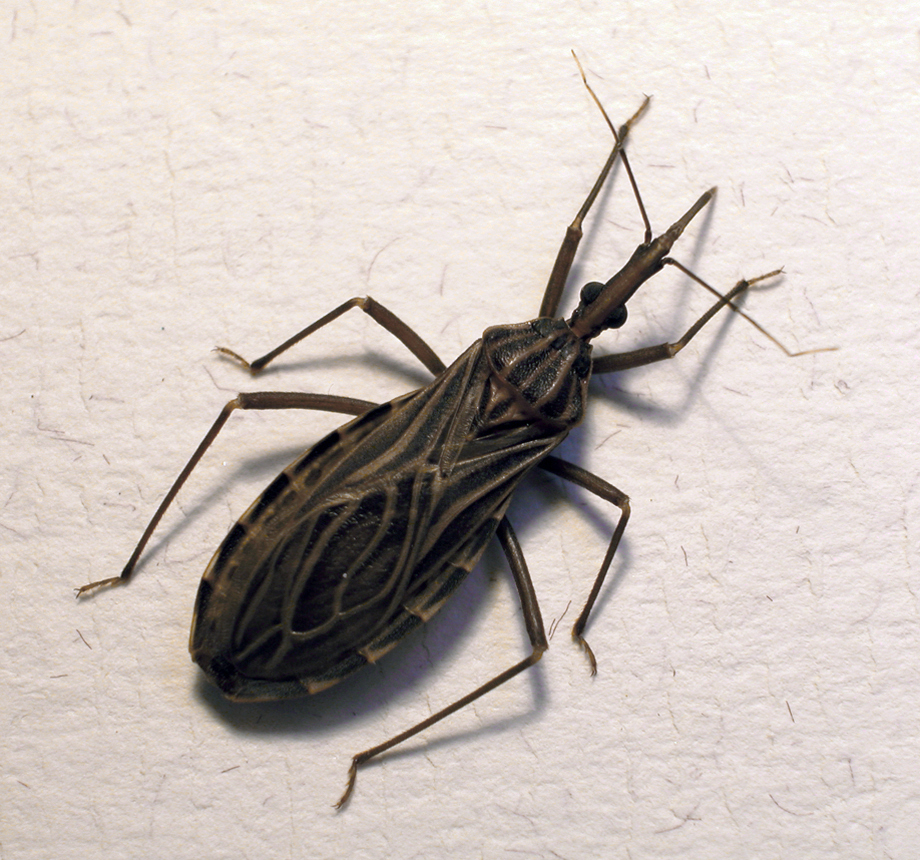
Rhodnius prolixus is de voornaamste vector in Colombia, Venezuela, Guatemala, Honduras en sommige delen van Nicaragua en El Salvador.

In chagasendemische gebieden is de voornaamste manier van verspreiding via de vector, in dit geval een tropische roofwants van de subfamilie Triatominae. De wants wordt geïnfecteerd met de eencellige parasiet Trypanosoma cruzi door zich te voeden met bloed van een geïnfecteerd persoon of dier. Gedurende de dag verbergen de wantsen zich in spleten in de wand of het dak. De wantsen komen 's nachts naar buiten, wanneer de inwoners slapen. Omdat zij geneigd zijn zich te voeden op het gezicht van de mens, worden zij ook "kissing bugs" genoemd.

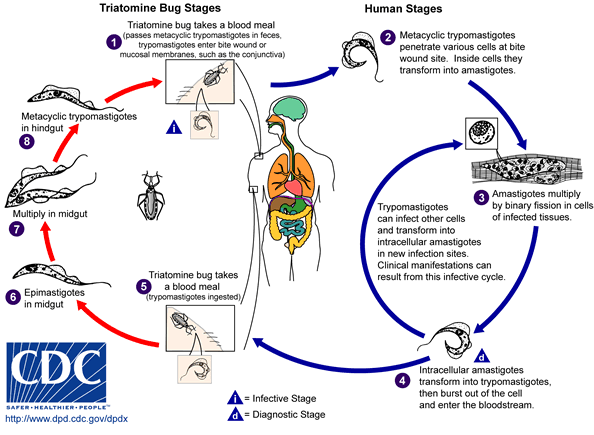
Levenscyclus Trypanosoma cruzi

Nadat zij gebeten hebben en bloed opzuigen, brengen zij hun ontlasting over op de persoon.
De roofwantsen laten de Trypanosoma cruzi-parasieten (genaamd trypomastigoten) achter in zeer kleine uitwerpselen dicht bij de plaats van de beet. Door het krabben van de plaats van de beet kunnen sommige trypomastigoten de gastheer binnengaan via de wond, of door ongeschonden membranen, zoals het bindvlies. Eenmaal in de gastheer gaan de trypomastigoten cellen binnen, waar ze differentiëren in intracellulaire amastigoten.
De amastigoten vermenigvuldigen zich door binaire celdeling en veranderen in trypomastigoten, die dan vrijkomen in de bloedstroom. Deze cyclus herhaalt zich in elke nieuw geïnfecteerde cel.
Binaire celdeling begint met DNA-replicatie. Deze begint vanuit een replicatie-oorsprong, die zich ontvouwt in een replicatiebubbel. De replicatiebubbel verwijdt de dubbele DNA streng, waarbij elke streng fungeert als mal voor de aanmaak van een dochterstreng middels semiconservatieve replicatie, totdat het volledige prokaryotische DNA gedupliceerd is. Dit proces maakt trypomastigoten uit amastigoten. Replicatie herhaalt zich alleen als de parasieten een nieuwe cel binnengaan of als ze ingezogen worden door een andere vector.
Na dit verdubbelingsproces groeit de cel. T. cruzi kan ook via bloedtransfusie, orgaantransplantatie en moedermelk worden overgebracht en door onbedoelde infectie in het laboratorium. De ziekte van Chagas kan ook congenitaal verspreid worden (van een zwangere vrouw naar haar baby) door de placenta, en veroorzaakt ongeveer 13% van de doodgeborenen in delen van Brazilië.
Bij de ziekte van Chagas spelen bloedzuigende roofwantsen de vectorrol. De gehele ontwikkeling heeft plaats in het darmkanaal van de wants (de vector) en neemt omstreeks 10 dagen in beslag. De infectieuze metaclastische vormen, die met de feces van de wants tijdens het bloedzuigen op de huid terechtkomen, dringen actief naar binnen of worden door krabben op de jeukende plek beetplek in de huid gewreven. De ziekte is geheel gebonden aan het milieu van de vectorsoorten. Hoewel dieren (gordeldier, opossum, hond) reservoirgastheren kunnen zijn, vormen de dichtbevolkte woonwijken met bouwvallige huizen aan de rand van grote steden verreweg het belangrijkste gebied van overbrenging. De wantsen houden zich namelijk op in scheuren in muren en daken, bijten 's nachts en besmetten de ene na de andere bewoner.
Na het binnendringen vermenigvuldigen de parasieten zich in cellen in de huid, onder vorming van lokale ontsteking (chagoom) van waaruit zij de bloedbaan betreden. Verreweg de meeste gevallen blijven subklinisch (niet waarneembaar).

## Epidemiologie en geografische verdeling

Endemisch voorkomen van de ziekte van Chagas in Midden- en Zuid-Amerika.

De schattingen van het aantal dragers lopen uiteen. De WHO meldt in maart 2015 dat 6 tot 7 miljoen mensen de ziekte hebben. Andere bronnen melden dat 16–18 miljoen mensen momenteel de ziekte van Chagas hebben, en nog eens 100 miljoen (~25% van de Zuid-Amerikaanse bevolking) die het risico hebben om de ziekte op te lopen. Er overlijden ongeveer 20.000 mensen per jaar aan de ziekte. De chronische variant vormt een groot gezondheidsprobleem in Zuid-Amerikaanse landen, ondanks de effectiviteit van hygiënische en preventieve maatregelen, zoals het uitroeien van de vectors. Door de toegenomen mobiliteit van de populatie is de mogelijkheid van transmissie via bloedtransfusies in de Verenigde Staten substantiëler geworden. Er leven ongeveer 500.000 geïnfecteerde mensen in de Verenigde Staten, en de meeste infecties zijn terug te leiden tot immigratie vanuit Zuid-Amerika. Daarnaast zijn er ook opossums (buidelratten) en wasberen gevonden die geïnfecteerd zijn met T.cruzi tot in het noorden van North Carolina.
De ziekte wordt bijna alleen maar gevonden in plattelandsgebieden, waar de triatominae kunnen groeien en zich kunnen voeden met de natuurlijke reservoirs voor T.cruzi, onder andere opossums en gordeldieren. Afhankelijk van de interacties tussen de vectoren en hun gastheren, andere geïnfecteerde mensen, huisdieren zoals katten, honden, cavia’s en andere (wilde) knaagdieren, apen, grondeekhoorns (Spermophilus beecheyi) en vele anderen die ook kunnen dienen als een reservoir voor parasieten. Alhoewel Triatominae zich op vogels voeden, lijken vogels immuun te zijn tegen infecties en worden daarom niet beschouwd als een T. cruzi reservoir; maar er blijven verdenkingen dat vogels een voedingsreservoir zijn voor de vectors bij menselijke habitats.
De triatomine insecten worden in het populaire taalgebruik in sommige landen ook wel vinchuca, barbeiro (de kapper) en chipo genoemd, omdat ze soms het bloed van hun slachtoffer ’s nachts opzuigen door in zijn gezicht te bijten. De insecten vertonen na het vormen van een plaag in een woning een overheersend domiciliair en antropofilisch gedrag en verstoppen zich gedurende de dag in spleten en gaten in muren en daken van slecht gebouwde huizen. Wat zeldzamer is, is dat beter gebouwde huizen de vector ook onderdak kunnen bieden omdat soms ruwe materialen worden gebruikt, zoals bamboe en riet. Een muskietennet, dat onder het matras is gestopt en dus niet los over het bed hangt, biedt in deze situaties bescherming omdat het volwassen insect niet alleen van boven naar beneden kan zeilen, maar ook omdat een van de nimfale ontwikkelingsstadia (instar) naar boven kunnen kruipen vanaf de vloer.
Zelfs als de insectenkolonies ver verwijderd zijn van een huis en de huisdierenverblijven, kunnen ze toch weer het huis bezetten vanaf planten of dieren die onderdeel zijn van de omringende natuurlijke sylvatische infectiecyclus. De kans dat dit gebeurt is het grootste bij gemengde open savanne, groepjes van bomen enz. die verspreid zijn in het menselijk woongebied.
Dichte begroeiing, zoals tropische regenwouden en stedelijke gebieden zijn niet ideaal voor de bewerkstelliging van de overdrachtscyclus. Maar in regio’s waar de sylvatische habitat en zijn fauna uitgedund zijn door economische exploitatie en menselijke bewoning zoals in nieuwe ontboste, piassava palm (Leopoldinia piassaba) cultuur gebieden en sommige delen van de Amazone regio, kan het voorkomen wanneer de insecten op zoek zijn naar een nieuwe prooi.

## Mogelijke complicaties
De belangrijkste pathologische afwijkingen zijn cardiomyopathieën. Bij de acute ziekte van Chagas is vooral bij kinderen meningo-encefalitis een beruchte complicatie. Bij de chronische ziekte van Chagas kan een enorme dilatatie (vergroting) van de slokdarm en van de dikke darm optreden ('mega-oesofagus' resp. 'megacolon'). Deze afwijkingen ontstaan door een gestoorde peristaltiek, wanneer de parasieten in de autonome ganglia van de darmwand binnendringen en deze verwoesten.

## Behandeling
Tot nu toe is er geen goed geneesmiddel voor de ziekte van Chagas gevonden.

## Hoop op een vaccin
Er is enige hoop op een vaccin tegen de ziekte van Chagas. Onderzoekers in Spanje en Peru zeggen dat ze een belangrijke stap hebben gezet in de ontwikkeling van een vaccin tegen deze ziekte. Dit is een doorbraak, omdat nooit eerder een vaccin voor een protozoön is ontwikkeld. De onderzoekers wisten cellen van proefdieren aan te zetten tot het produceren van een eiwit dat de parasiet gebruikt om vet op te nemen uit de omgeving. Hierdoor wordt het immuunsysteem van het proefdier geprikkeld en maakt antistoffen tegen dit specifieke, voor de parasiet onmisbare eiwit. De onderzoekers maken melding van een beschermingsgraad tot 90%. De weg naar een ook voor mensen bruikbaar vaccin is echter nog lang.